# Anobiinae
Sous-famille
Les Anobiinae sont une sous-famille d’insectes de l’ordre des Coleoptera. Elle a été créée par William Kirby (1759-1850) en 1837.

## Liste des genres
- Actenobius Fall, 1905
- Anobiopsis Fall, 1905
- Anobium Fabricius, 1775
- Colposternus Fall, 1905
- Ctenobium LeConte, 1865
- Desmatogaster Knutson, 1963
- Euceratocerus LeConte, 1874
- Falsogastrallus Pic, 1914
- Gastrallus Jacquelin du Val, 1860
- Hadrobregmus Thomson, 1859
- Hemicoelus LeConte, 1861
- Microbregma Seidlitz, 1889
- Nicobium LeConte, 1861
- Oligomerus Redtenbacher, 1849
- Platybregmus Fisher, 1934
- Priobium Motschulsky, 1845
- Ptilinobium White, 1976
- Stegobium Motschulsky, 1860
- Trichodesma LeConte, 1861
- Xeranobium Fall, 1905